# 모 유돌
모 유돌(영어: Mo Udall, 1922년 6월 15일 ~ 1998년 12월 12일)은 미국의 정치인이다. 그는 1961년부터 1991년까지 하원의원으로 활동하면서 여러 차례 대선에 도전하였다. 그의 아들인 마크 유돌은 상원의원을 역임하였으며, 조카는 현재 상원의원으로 활동하고 있는 톰 유돌이다.

## 역대 선거 결과
| 선거명        | 직책명                        | 대수  | 정당   | 득표율 | 득표수    | 결과 | 당락                     |
| ------------- | ----------------------------- | ----- | ------ | ------ | --------- | ---- | ------------------------ |
| 1961년 재선거 | 하원의원 (애리조나 제2선거구) | 87대  | 민주당 | 51.00% | 51,304표  | 1위  | 애리조나주 하원의원 당선 |
| 1962년 선거   | 하원의원 (애리조나 제2선거구) | 88대  | 민주당 | 58.26% | 64,510표  | 1위  | 애리조나주 하원의원 당선 |
| 1964년 선거   | 하원의원 (애리조나 제2선거구) | 89대  | 민주당 | 58.73% | 86,499표  | 1위  | 애리조나주 하원의원 당선 |
| 1966년 선거   | 하원의원 (애리조나 제2선거구) | 90대  | 민주당 | 59.58% | 66,813표  | 1위  | 애리조나주 하원의원 당선 |
| 1968년 선거   | 하원의원 (애리조나 제2선거구) | 91대  | 민주당 | 70.29% | 102,301표 | 1위  | 애리조나주 하원의원 당선 |
| 1970년 선거   | 하원의원 (애리조나 제2선거구) | 92대  | 민주당 | 69.03% | 86,760표  | 1위  | 애리조나주 하원의원 당선 |
| 1972년 선거   | 하원의원 (애리조나 제2선거구) | 93대  | 민주당 | 63.47% | 97,616표  | 1위  | 애리조나주 하원의원 당선 |
| 1974년 선거   | 하원의원 (애리조나 제2선거구) | 94대  | 민주당 | 61.95% | 84,491표  | 1위  | 애리조나주 하원의원 당선 |
| 1976년 선거   | 하원의원 (애리조나 제2선거구) | 95대  | 민주당 | 58.23% | 106,054표 | 1위  | 애리조나주 하원의원 당선 |
| 1978년 선거   | 하원의원 (애리조나 제2선거구) | 96대  | 민주당 | 52.54% | 67,878표  | 1위  | 애리조나주 하원의원 당선 |
| 1980년 선거   | 하원의원 (애리조나 제2선거구) | 97대  | 민주당 | 58.15% | 127,736표 | 1위  | 애리조나주 하원의원 당선 |
| 1982년 선거   | 하원의원 (애리조나 제2선거구) | 98대  | 민주당 | 70.86% | 73,468표  | 1위  | 애리조나주 하원의원 당선 |
| 1984년 선거   | 하원의원 (애리조나 제2선거구) | 99대  | 민주당 | 87.72% | 106,332표 | 1위  | 애리조나주 하원의원 당선 |
| 1986년 선거   | 하원의원 (애리조나 제2선거구) | 100대 | 민주당 | 73.28% | 77,239표  | 1위  | 애리조나주 하원의원 당선 |
| 1988년 선거   | 하원의원 (애리조나 제2선거구) | 101대 | 민주당 | 73.34% | 99,895표  | 1위  | 애리조나주 하원의원 당선 |
| 1990년 선거   | 하원의원 (애리조나 제2선거구) | 102대 | 민주당 | 65.89% | 76,549표  | 1위  | 애리조나주 하원의원 당선 |